# Tutta
Tutta je priimek več znanih Slovencev:
- Atej Tutta (*1981), umetnik, filmski ustvarjalec
- Bruno Tutta (*1932), slikar in javni delavec v zamejstvu
- Etko (Edbin) Tutta (*1961, †2022), slikar, večmedijski umetnik
- Jani Tutta, tolkalist, bobnar
- Klavdij Tutta (*1958), slikar in grafik